# Arkemheenweg

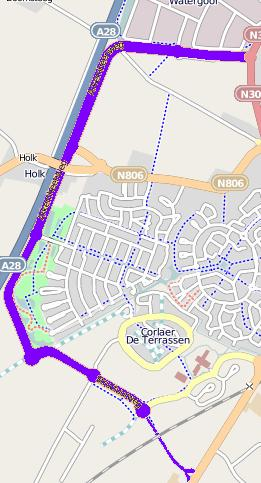
De Arkemheenweg is in het paars aangegeven.

De Arkemheenweg is een rondweg van de stad Nijkerk in de Nederlandse provincie Gelderland. De weg is genoemd naar de polder Arkemheen. 
Het begin van de weg is aangelegd in 2003, ter hoogte van bedrijventerrein Watergoor en de verbinding tussen de Bunschoterweg (N806) en de Anker (Groot Corlaer). Het gedeelte hiertussen (verbinding beide stukken en verbinding Anker - Fliersteeg) is aangelegd rond 2005. 
Het derde en laatste gedeelte opende in mei 2009 (verbinding Fliersteeg - knierotonde Amersfoortseweg (N798)). De Arkemheenweg loopt langs de wijken Watergoor (bedrijventerrein), Boerderijakkers, De Kamers, De Bogen, De Terrassen, bedrijventerrein Spoorkamp en het toekomstige bedrijventerrein De Flier. Dit laatstgenoemde bedrijventerrein ligt, als eerste wijk van Nijkerk, waarschijnlijk ten westen van de Arkemheenweg, omdat op de rotonde Arkemheenweg/Ds. Kuypersstraat een richtingbord deze kant op staat.